# Mount Vernon, Ohio
Mount Vernon là một thành phố thuộc quận Knox, tiểu bang Ohio, Hoa Kỳ. Năm 2010, dân số của thành phố này là 16990 người.

## Dân số
- Dân số năm 2000: 14375 người.
- Dân số năm 2010: 16990 người.